# ركن المعرفة (لندن)

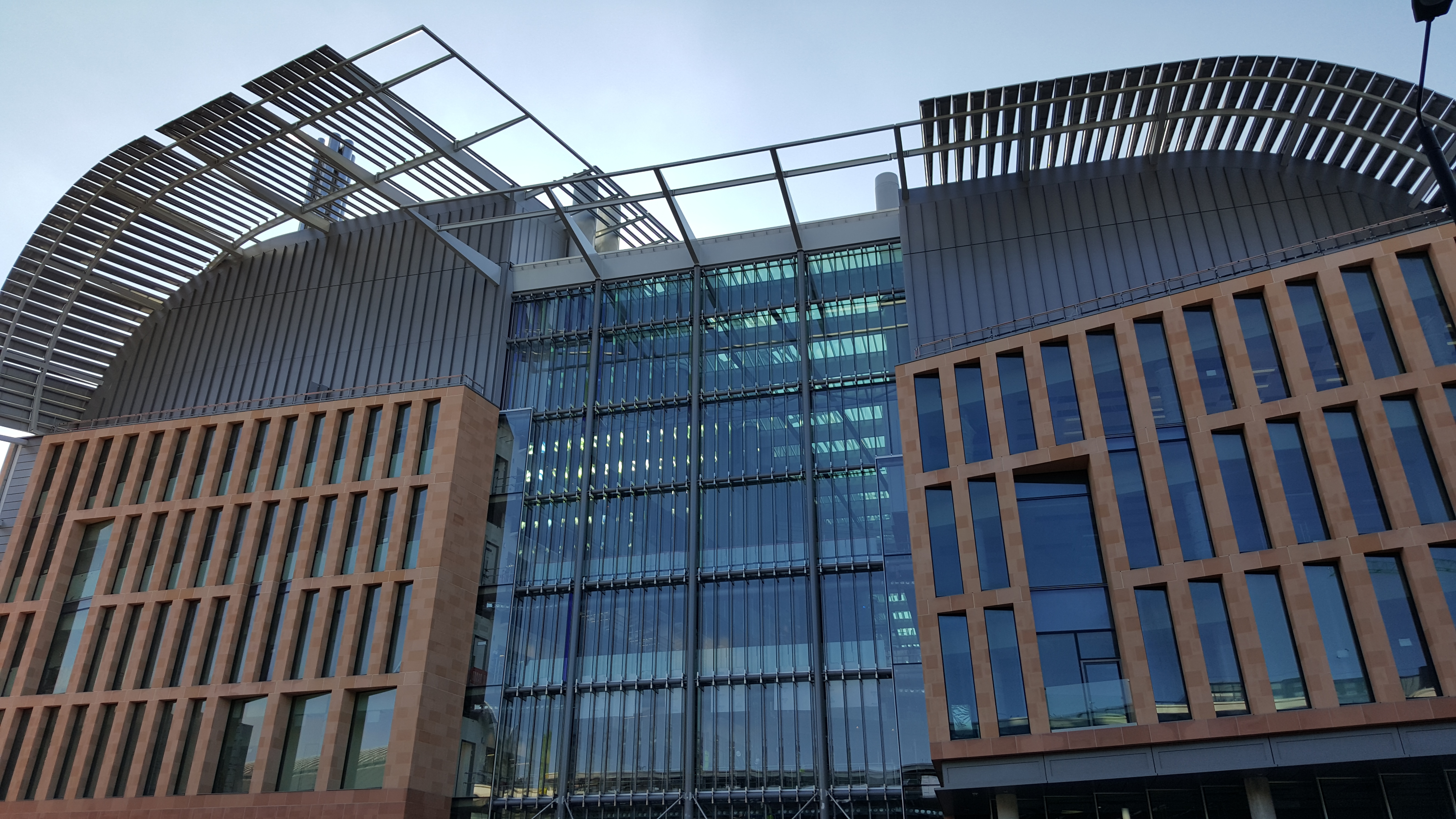
مبنى معهد فرانسيس كريك، جزء من ركن المعرفة

ركن المعرفة أو حي المعرفة (بالإنجليزية: Knowledge Quarter)‏ عبارة عن منطقة تقع فيها مجموعة ابنية لشركات ومؤسسات علمية وتقنية رائدة. تقع في منطقة صغيرة من لندن بين تقاطع كينغ كروس وطريق يوستن وبلومبزبري.
شركاء ركن المعرفة هم المكتبة البريطانية، والمتحف البريطاني، وجوجل، ومعهد آلان تورينج، ومعهد فرانسيس كريك، ومجموعة نشر سبرينغر/مجموعة نشر هولتزبرينك وصندوق ويلكم وصحيفة الغاردين ومؤسسة باول هاملين، وكلية الأطباء الملكية، وكلية لندن الجامعة ومدرسة الدراسات الشرقية والافريقية وجامعة لندن وكلية الرجال العاملين، إضافة إلى عدة مؤسسات أخرى.

## روابط خارجية
- الموقع الرسمي http://www.knowledgequarter.london/